# Holice (Slowakije)
Holice (Hongaars: Gelle) is een Slowaakse gemeente in de regio Trnava, en maakt deel uit van het district Dunajská Streda.
Holice telt 1.929 inwoners.